# Shiftry
Shiftry (japanski: ダーテング Dātengu) jedan je od 1025 fiktivnih vrsta Pokémona iz medijske franšize Pokémon, skupa Pokémon videoigara, animiranih serija, manga stripova, knjiga, igraćih karata i drugih medija kojima je tvorac Satoshi Tajiri. Svrha je Shiftryja u videoigrama, animiranoj seriji i manga stripovima, kao i svrha ostalih Pokémona, borba s divljim Pokémonima – neukroćenim stvorenjima koje igrači i likovi pronalaze dok kreću na razne avanture – i pripitomljenim Pokémonima drugih Pokémon trenera.
Shiftryjevo ime dolazi od engleskih riječi "shifty" = prevrtljiv, i "tree" = stablo. Ovo je pravo ime za nepovjerljivog (ili prevrtljivog) Travnatog Pokémona kao što je Shiftry. Njegovo japansko ime, Dātengu, dolazi od japanskih Tengu duhova.

## Biološke karakteristike
Shiftryjeva neuobičajena, zdepasta pojava naglašena je dugom, valovitom bijelom kosom, šiljastim nosom, podmuklim žutim očima i ustaljenim prijetećim izgledom. Umjesto ruku, ovaj Pokémon ima lepezu napravljenu od tri zelena lista na svakom kraju obje ruke.
Mogu se povući neke usporedbe između Shiftryja i japanskih glumaca Kabukija, posebno zbog njegovih stopala koje nalikuju na cipele sa štulama na đonu, te s mitološkim Tengu bićima, koji su poznati po dugim, šiljastim nosovima, lepezama u rukama koje stvaraju oluje i psihičkim moćima.
Shiftry je, grubo rečeno, potpuna suprotnost svom veselom, rasplesanom dvojniku, Ludicolu. Shiftry je tajanstveno biće u Pokémon svijetu, te se ne zna mnogo o njegovom životu, pa su iz tog razloga izmišljene brojne narodne priče vezane uz njega. Kažu da dolazi s hladnim zimskim vjetrovima, da je neustrašiv čuvar šuma u koje ljudi obično ne zalaze, te da čini svoj dom na visokom stablima starim preko tisuću godina.
Shiftryjeve ruke/lepeze sadrže nevjerojatne moći stvaranja snažnih vjetrova. S nekoliko zamaha svojih lepeza, Shiftry može uskovitlati snažne udare vjetra brzine 100 km/h, te može izazvati snažnu oluju kako bi otpuhao sve oko sebe u svim pravcima. Još se ne zna ako se ovo treba pripisati njegovim psihičkim moćima ili su jednostavno njegove lepeze razvile tu jedinstvenu karakteristiku. 
Shiftry posjeduje razvijene moći predviđanja. U borbama, kao i u mračnoj divljini njegovog staništa, Shiftry može predvidjeti kretnje svog protivnika i prije toga poduzeti obrambene kretnje koje ostali Pokémoni ne bi bili u stanju učiniti na vrijeme.

## U videoigrama
Jedini način dobivanja Shiftryja jest izlaganje Nuzleafa svjetlosti Lisnatog kamena.
Shiftry ima jako dobre Attack i Special Attack statuse, te prosječne Defense i Special Defense statuse, te može prenijeti napade koje je naučio kao Nuzleaf u svoj novi oblik, uključujući Oštricu vjetra (Razor Wind) i jedinstveni napad Ekstra osjetljivosti (Extraseansory) – ove napade mora naučiti kao Nuzleaf, jer nakon što se razvije više ne može učiti nove napade, osim uz pomoć Tehničkih i Skrivenih uređaja (TM). Doduše, najjači Mračni napad kojeg Shiftry može naučiti jest Lukavi napad (Faint Attack), što je bolje nego ništa, a od Travnatih napada može naučiti Giga isušivanje (Giga Drain) i Sunčevu zraku (Solar Beam), no jedino kroz Tehničke uređaje. Njegov napad Ekstra osjetljivosti ne dobiva STAB bonus jer Shiftry nije Psihički Pokémon. Iako može naučiti neke snažne napade kao što su Mračna loptica (Shadow Ball), Razbijanje cigle (Brick Break), Zračni as (Aerial Ace) i Kopanje (Dig), tu je očiti nedostatak STAB-a (Same Type Attack Bonus). STAB, ili njegov nedostatak, ne umanjuje njegovu sposobnost i kvalitetu u borbama. Shiftry ima slabost na Otrovne, Vatrene, Leteće, Borbene i Ledene napade, i s obzirom na njegov dvostruki tip Travnati/Mračni, ima četverostruku slabost na napade Pokémon Buba.
Shiftry je napadački orijentiran, za razliku od njegovog Sapphire dvojnika Ludicola, koji je orijentiran na obranu. 

## U animiranoj seriji
Shiftry je jedan od Pokémona koji se češće pojavljivao u Pokémon animiranoj seriji, te je ponekad njegovo pojavljivanje imalo veliki utjecaj na ishod neke borbe ili nekog problema. 
U jednoj od epizoda, Shiftry otme Sestru Joy da bi ona izliječila ozlijeđenog Nuzleafa. Ash se prisjeća ovog događaja nekoliko epizoda kasnije, te ga to (iz nekog razloga) inspirira da svog Treeckoa nauči napad Sjemenog metka (Bullet Seed).
Tyson, Ashov najveći protivnik u Hoenn ligi, ima Shiftryja kojeg koristi u borbi protiv Asha.
Shiftry se, uz Aggrona, pojavio kao jedan od Brendanovih Pokémona u njegovu pojavljivanju na početku šestog Pokémon filma.